# نجار تپه
نجار تپه مربوط به متاخر دوران‌های تاریخی پس از اسلام است و در شهرستان خدابنده، بخش مرکزی، روستای کوچ تپه واقع شده و این اثر در تاریخ ۱۰ خرداد ۱۳۸۲ با شمارهٔ ثبت ۸۷۶۲ به‌عنوان یکی از آثار ملی ایران به ثبت رسیده است.